# 웨스트브로미치 앨비언 FC
웨스트브롬위치 알비온 축구 클럽(West Bromwich Albion Football Club 또는 West Brom, The Baggies, Albion, The Albion, The Throstles or W.B.A.)은 잉글랜드의 축구 클럽으로, 웨스트브로미치를 연고로 한다.
웨스트브롬은 1888년 풋볼 리그 창립 멤버로서 1부 리그 우승 1회와 FA컵 우승 5회, 리그컵 우승 1회, FA 커뮤니티 실드 우승 2회의 경력을 가지고 있다.
같은 웨스트 미들랜즈를 연고로 하는 애스턴 빌라와 울버햄프턴 원더러스와 강한 라이벌 의식을 갖고 있으며 특히 울버햄프턴과의 경기는 블랙 카운티 더비라고도 불린다.

## 역대 우승 기록
리그
- 풋볼 리그 1부 (현 프리미어리그)

우승 (1): 1919–20
- 풋볼 리그 2부 (현 챔피언십리그)

우승 (3): 1901–02, 1910–11, 2007-08
- 풋볼 리그 3부 (현 풋볼 리그 1) 플레이오프

우승 (1): 1992–93
컵
- FA컵

우승 (5): 1888, 1892, 1931, 1954, 1968
- 풋볼 리그 컵

우승 (1): 1966
- FA 커뮤니티 실드

우승 (2): 1920, 1954 (공동)

## 선수

### 현재 선수 명단
참고: FIFA 자격 규정에 따라 소속된 국가대표팀 국기를 표시합니다. 선수는 복수의 FIFA 비회원국 국적을 가지고 있을 수 있습니다.
| 번호 | 포지션 | 국적       | 이름                                  |
| ---- | ------ | ---------- | ------------------------------------- |
| 1    | GK     | 잉글랜드   | 샘 존스턴                             |
| 2    | DF     | 잉글랜드   | 다넬 펄롱                             |
| 3    | DF     | 잉글랜드   | 키어런 기브스                         |
| 4    | FW     | 웨일스     | 핼 롭슨카누                           |
| 5    | DF     | 잉글랜드   | 카일 바틀리 (부주장)                  |
| 6    | DF     | 나이지리아 | 세미 아자이                           |
| 7    | FW     | 아일랜드   | 칼럼 로빈슨                           |
| 8    | MF     | 잉글랜드   | 제이크 리버모어 (주장)                |
| 10   | MF     | 스코틀랜드 | 맷 필립스                             |
| 11   | MF     | 잉글랜드   | 그레디 디앙가나                       |
| 13   | MF     |            | 카밀 그로시츠키                       |
| 14   | DF     | 잉글랜드   | 코너 타운센드                         |
| 17   | FW     | 세네갈     | 음바예 디아뉴 (갈라타사라이에서 임대) |

| 번호 | 포지션 | 국적              | 이름                                        |
| ---- | ------ | ----------------- | ------------------------------------------- |
| 18   | MF     | 잉글랜드          | 코너 갤러거 (첼시에서 임대)                 |
| 19   | MF     | 세인트키츠 네비스 | 로메인 소이어스                             |
| 20   | DF     | 세르비아          | 브라니슬라브 이바노비치                     |
| 21   | FW     | 잉글랜드          | 카일 에드워즈                               |
| 22   | DF     | 잉글랜드          | 리 펠티어                                   |
| 23   | MF     | 스코틀랜드        | 로버트 스노드그래스                         |
| 25   | GK     | 잉글랜드          | 데이비드 버튼                               |
| 27   | DF     | 아일랜드          | 다라 오셔                                   |
| 29   | FW     | 잉글랜드          | 칼란 그랜트                                 |
| 31   | GK     | 잉글랜드          | 앤디 로너건                                 |
| 58   | FW     |                   | 셰이크 디아비                               |
| —    | MF     | 튀르키예          | 오카이 요쿠쉴루 (셀타 비고에서 임대)        |
| —    | MF     | 잉글랜드          | 에인슬리 메이틀랜드나일스 (아스널에서 임대) |

### 임대 선수 명단
참고: FIFA 자격 규정에 따라 소속된 국가대표팀 국기를 표시합니다. 선수는 복수의 FIFA 비회원국 국적을 가지고 있을 수 있습니다.
| 번호 | 포지션 | 국적         | 이름                               |
| ---- | ------ | ------------ | ---------------------------------- |
| 9    | FW     |              | 케네스 조호레 (→ 밀월)             |
| 15   | FW     | 잉글랜드     | 찰리 오스틴 (→ 퀸스 파크 레인저스) |
| 16   | MF     | 잉글랜드     | 리킴 하퍼 (→ 버밍엄 시티)          |
| 24   | DF     | 코트디부아르 | 세드릭 키프레 (→ 샤를루아)         |
| 26   | DF     | 이집트       | 아흐메드 헤가지 (→ 알이티하드)     |

| 번호 | 포지션 | 국적     | 이름                              |
| ---- | ------ | -------- | --------------------------------- |
| 28   | MF     | 잉글랜드 | 샘 필드 (→ 퀸스 파크 레인저스)    |
| 37   | GK     | 잉글랜드 | 조쉬 그리피스 (→ 첼트넘 타운)     |
| —    | GK     | 잉글랜드 | 알렉스 팔머 (→ 링컨 시티)         |
| —    | FW     | 잉글랜드 | 레이한 툴로치 (→ 동커스터 로버스) |

## 역대 감독
| 감독                | 임기        |
| ------------------- | ----------- |
| 빅 버킹엄           | 1953 ~ 1959 |
| 조니 자일스         | 1975 ~ 1977 |
| 조니 자일스         | 1984 ~ 1985 |
| 오스발도 아르딜레스 | 1992 ~ 1993 |
| 로이 호지슨         | 2011 ~ 2012 |
| 슬라벤 빌리치       | 2019 ~ 2020 |
| 샘 앨러다이스       | 2020 ~ 2021 |